# Bazarem proměn: A Tribute to Vladimír Mišík
Bazarem proměn: A Tribute to Vladimír Mišík (2015) je tribute album Vladimíru Mišíkovi.

## Seznam písní
1. Slunečný hrob – Musica folklorica
2. Sadem, lesem, parkem – Bratři Orffové
3. Tea and Crumpets – Ondřej Galuška
4. Variace na renesanční téma – Lesní zvěř
5. Návstěvní den – Květy
6. Tma stéká do kaluží – Ladě
7. Stříhali dohola malého chlapečka – Jan P. Muchow
8. Bazarem proměn – Jarret
9. 20 deka duše – Kieslowski
10. Cesta do dětství – Mňága a Žďorp
11. Ďáblíci – Lucie Redlová
12. Noc – Boris Carloff
13. Co ti dám – ILLE
14. Koukni na tu fotku – Tady To Máš
15. Balada – David Stypka Band
16. Deserted Alley – Nylon Jail
17. S nebem to mám dobrý – ZVA 12-28 Band
18. Sochy – Jablkoň
19. Co jsem si vzal – Tara Fuki
20. Proč ta růže uvadá – Bran
21. Byl jsem dobrej – Jan Spálený & ASPM
22. Jua kaburi (Slunečný hrob) – Čankišou